# Techmarscincus jigurru
Genre
Synonymes
- Bartleia Hutchinson, Donnellan, Baverstock, Krieg, Simms & Burgin, 1990

Espèce
Synonymes
- Leiolopisma jigurru Covacevich, 1984
- Bartleia jigurru (Covacevich, 1984)

Techmarscincus jigurru, unique représentant du genre Techmarscincus, est une espèce de sauriens de la famille des Scincidae.

## Répartition
Cette espèce est endémique de la péninsule du cap York au Queensland en Australie.

## Publications originales
- Covacevich, 1984 : A biogeographically significant new species of Leiolopisma (Scincidae) from north eastern Queensland. Memoirs of the Queensland Museum, vol. 21, no 2, p. 401-411.
- Wells & Wellington, 1985 : A classification of the Amphibia and Reptilia of Australia. Australian Journal of Herpetology, Supplemental Series, vol. 1, p. 1-61 (texte intégral).